# داریو مارکولین
داریو مارکولین (انگلیسی: Dario Marcolin؛ زادهٔ ۲۸ اکتبر ۱۹۷۱) بازیکن فوتبال اهل ایتالیا است.
از باشگاه‌هایی که در آن بازی کرده‌است می‌توان به باشگاه ورزشی لاتزیو، باشگاه فوتبال بلکبرن روورز، باشگاه فوتبال کرمونزه، باشگاه فوتبال پیاچنزا، باشگاه فوتبال کالیاری، باشگاه فوتبال سمپدوریا، باشگاه فوتبال جنوآ، و باشگاه فوتبال ناپولی اشاره کرد.
وی همچنین در تیم‌های ملی فوتبال زیر ۲۱ سال ایتالیا بازی کرده‌است.